# Kupa na Bălgarija 2017-2018
La Coppa di Bulgaria 2017-2018 è stata la 36ª edizione di questo trofeo, e la 78ª in generale di una coppa nazionale bulgara di calcio. La competizione è iniziata il 20 settembre 2017 e si è conclusa il 9 maggio 2018 con la finale. Il Botev Plovdiv era la squadra campione in carica. Lo Slavia Sofia ha vinto il trofeo per l'ottava volta nella sua storia.
Partecipano tutti i club professionistici e, per completare il tabellone, tre squadre di dilettanti selezionate da tornei estivi regionali.

## Sedicesimi di finale
| Squadra 1         | Risultato   | Squadra 2         |
| ----------------- | ----------- | ----------------- |
| 19 settembre 2017 |             |                   |
| Neftohimik Burgas | 1 – 2       | Carsko Selo       |
| Nesebăr           | 1 – 4       | CSKA Sofia        |
| Sevlievo          | 0 – 2       | Beroe             |
| Sokol Markovo     | 1 – 4       | Dunav Ruse        |
| Vihren Sandanski  | 0 – 2       | Septemvri Sofia   |
| Botev Gălăbovo    | 0 – 1 (dts) | Levski Sofia      |
| 20 settembre 2017 |             |                   |
| Čern. Balčik      | 0 – 2       | Slavia Sofia      |
| Montana           | 2 – 1       | Černo More Varna  |
| Botev Vraca       | 3 – 1 (dts) | OFK Pirin         |
| Lokomotiv Sofia   | 2 – 1       | Vereja            |
| Strumska Slava    | 2 – 1       | Sozopol           |
| Pomorie           | 2 – 4 (dts) | Etăr              |
| Liteks Loveč      | 1 – 0       | Vitoša Bistrica   |
| 21 settembre 2017 |             |                   |
| Oborište          | 2 – 3 (dts) | Ludogorec         |
| Marica Plovdiv    | 1 – 3       | Lokomotiv Plovdiv |
| Lokomotiv GO      | 1 – 3       | Botev Plovdiv     |

## Ottavi di finale
| Squadra 1       | Risultato       | Squadra 2         |
| --------------- | --------------- | ----------------- |
| 24 ottobre 2017 |                 |                   |
| Carsko Selo     | 3 – 4 (dts)     | Botev Plovdiv     |
| Liteks Loveč    | 1 – 0           | Lokomotiv Sofia   |
| CSKA Sofia      | 3 – 1           | Botev Vraca       |
| Dunav Ruse      | 2 – 0           | Strumska Slava    |
| 25 ottobre 2017 |                 |                   |
| Slavia Sofia    | 2 – 1 (dts)     | Lokomotiv Plovdiv |
| Montana         | 0 – 1           | Levski Sofia      |
| 26 ottobre 2017 |                 |                   |
| Etăr            | 2 – 1           | Septemvri Sofia   |
| Ludogorec       | 1 – 1 (4-3 dtr) | Beroe             |

## Quarti di finale
| Squadra 1        | Risultato   | Squadra 2    |
| ---------------- | ----------- | ------------ |
| 12 dicembre 2017 |             |              |
| Botev Plovdiv    | 5 – 0       | Liteks Loveč |
| 13 dicembre 2017 |             |              |
| Etăr             | 1 – 3       | Slavia Sofia |
| 14 dicembre 2017 |             |              |
| CSKA Sofia       | 2 – 1 (dts) | Ludogorec    |
| 15 dicembre 2017 |             |              |
| Dunav Ruse       | 0 – 2       | Levski Sofia |

## Semifinali
| Squadra 1                       | Totale     | Squadra 2    | Andata | Ritorno |
| ------------------------------- | ---------- | ------------ | ------ | ------- |
| 10 aprile 2018 / 24 aprile 2018 |            |              |        |         |
| Botev Plovdiv                   | 2 – 2 (gt) | Slavia Sofia | 2 – 1  | 0 – 1   |
| 11 aprile 2018 / 25 aprile 2018 |            |              |        |         |
| CSKA Sofia                      | 2 – 4      | Levski Sofia | 0 – 2  | 2 – 2   |

## Finale
| Arbitro: | Nikola Popov |

|                                     |                      |                                  |
| Minčev Angelov Dimitrov Velev Jomov | Tiri di rigore 4 – 2 | Nascimento Thiam Procházka Vutov |